# Szagarowo (rejon kurski)
Szagarowo (ros. Шагарово) – wieś (ros. деревня, trb. dieriewnia) w zachodniej Rosji, w sielsowiecie nozdraczewskim rejonu kurskiego w obwodzie kurskim.

## Geografia
Miejscowość położona jest nad rzeką Winogrobl (lewy dopływ Tuskara w dorzeczu Sejmu), 1 km od centrum administracyjnego sielsowietu (Nozdraczewo), 10 km na północny wschód od centrum administracyjnego rejonu (Kursk), 16 km od drogi magistralnej (federalnego znaczenia) M2 «Krym».
We wsi znajduje się 97 posesji.
Klimat
Miejscowość, jak i cały rejon, znajduje się w strefie klimatu kontynentalnego z łagodnym ciepłym latem i równomiernie rozłożonymi opadami rocznymi (Dfb w klasyfikacji klimatów Köppena).

## Demografia
W 2010 r. wieś zamieszkiwało 120 osób.